# 丹尼尔·格拉次曼

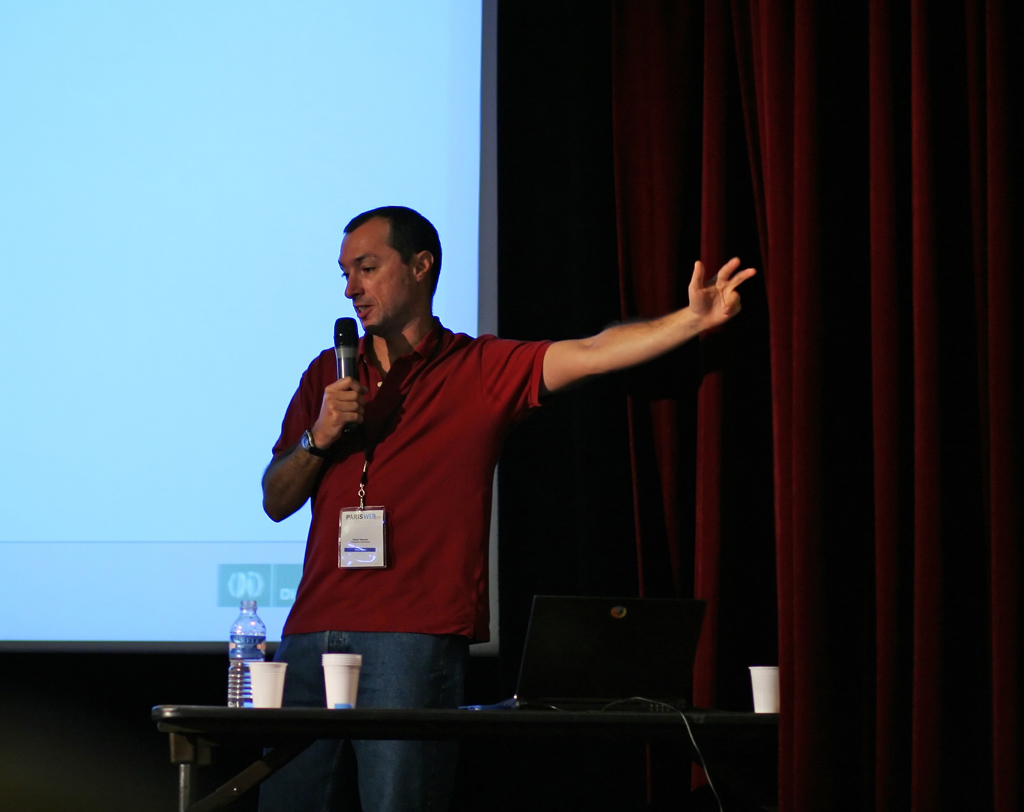
丹尼尔·格拉次曼

丹尼尔·格拉次曼（英語：Daniel Glazman，1967年—）是一名程序员，以开发Mozilla的Editor组件、Mozilla Composer组件以及基於Composer的独立软件Nvu而闻名，Nvu是由Linspire公司赞助。他现居法国。
他曾於巴黎综合理工学院学习，毕业於1989年，而後於国立巴黎高等电信学校学习，毕业於1991年。之後他在Grif SA工作，这是一家专门开发SGML编辑器的软件公司。1994年－2000年，他在法国电力公司（EDF）研究与开发中心工作，获得从研究工程师到团队经理的多个职位。2000年，他在Amazon.fr和Halogen工作，之後加入网景通信公司，从事Mozilla的CSS渲染、Editor和Composer组件的开发。
他同时也参与了HTML 4和CSS 2的标准化工作，并活跃於W3C的CSS工作组。2008年4月，他被任命为CSS工作组的联合主席。
他目前也在运营一家属於自己的公司，名为Disruptive Innovations。